# Nyiur Sayak
Nyiur Sayak is een bestuurslaag in het regentschap Ogan Komering Ulu van de provincie Zuid-Sumatra, Indonesië. Nyiur Sayak telt 965 inwoners (volkstelling 2010).